# Vliegangst
Vliegangst of aviofobie is een irrationele angst om te vliegen.

## Situering

### Begripsafbakening
Vliegangst is een overmatige angst om te vliegen en behoort tot de zogenaamde specifieke fobieën, het is dus een angststoornis. Zowel de DSM-IV-TR als de ICD-10 vermelden vliegangst bij de voorbeelden van specifieke fobieën.
In de DSM-IV-TR heeft “specifieke fobie” code 300.29. Criteria zijn:
- Duidelijke overdreven of onredelijke aanhoudende angst, uitgelokt door het vliegen of het anticiperen hierop;
- Blootstelling aan vliegen veroorzaakt bijna zonder uitzondering een onmiddellijke angstreactie, die de vorm kan krijgen van een situatiegebonden paniekaanval;
- Betrokkene is zich ervan bewust dat de angst overdreven of onredelijk is (bij kinderen kan dit ontbreken);
- Het vliegen wordt vermeden of anders doorstaan met intense angst of lijden;
- De vermijding, de angstige verwachting of het lijden tijdens het vliegen belemmeren in significante mate de normale routine, het beroepsmatige functioneren, of sociale activiteiten of relaties met anderen, of er is een duidelijk lijden door het hebben van de fobie;
- Bij personen onder de achttien jaar is de duur ten minste zes maanden;
- De angst of vermijding is niet eerder toe te schrijven aan een andere psychische stoornis (bijvoorbeeld obsessief-compulsieve stoornis, sociale fobie, …)

In de ICD-10 heeft specifieke fobie code F40.2.

### Prevalentie
Vliegangst komt betrekkelijk vaak voor. Meestal gaat het gecombineerd met andere problemen zoals claustrofobie (ongeveer 25% van de personen met vliegangst), hoogtevrees (ongeveer 40% van de personen met vliegangst) of sociale angst. 10 tot 40% van de volwassenen zou kampen met een vorm van vliegangst. Schattingen voor Nederland geven aan dat 14% van de volwassenen niet vliegt omwille van vliegangst. In de Verenigde Staten is het aantal personen met vliegangst toegenomen na de aanslagen op 11 september 2001. Vrouwen lijden meer aan vliegangst dan mannen. De angsten verschillen ook. Vrouwen hebben meer claustrofobie, angst om neer te storten en angst om zichzelf niet meer onder controle te kunnen houden. Mannen hebben meer last van hoogtevrees en zijn meer bang omdat ze geen controle hebben over het vliegtuig.

## Aanpak

### Zelf te doen
Wie lijdt aan vliegangst kan zelf een aantal dingen doen om er toch minder last van te hebben tijdens het vliegen. Een basistip is het trachten te ontspannen door bijvoorbeeld langzaam in en uit te ademen. Een tweede zaak is informatie zoeken over de risico’s van het vliegen, over turbulentie en bliksem (een schrik die mee vliegangst bepaalt) en de weerstand van vliegtuigen hiertegen kan de angst sterk verminderen. Tot slot kan men afleiding zoeken via kruiswoordraadsels, het maken van een praatje of het eten van een vliegmaaltijd.

### Behandeling
Professionele behandeling van vliegangst is mogelijk. De basis van de behandeling is gedragstherapie of cognitieve gedragstherapie aan de hand van exposure: het zich geleidelijk systematisch blootstellen aan vliegen. Dit kan aangevuld worden met het aanleren van ontspanningstechnieken, informatie over luchtvaart, psycho-educatie over angst en het leren omgaan met beangstigende gedachten en gewaarwordingen. Na behandeling durft tot 90% van de betrokkenen terug vliegen. De resultaten van de behandeling kunnen gemeten worden aan de hand van vragenlijsten zoals de "Flight Anxiety Situations Questionnaire" en de "Flight Anxiety Modality Questionnaire". De duur van de behandeling kan variëren, maar onderzoek toont aan dat in veel gevallen zelfs één sessie van drie uur volstaat om de angst te overwinnen.
De blootstelling aan het vliegen tijdens behandeling kan gebeuren in fantasie ("in vitro exposure") of in realiteit ("in vivo exposure"). Sinds de tweede helft van de jaren 90 is daar virtuele blootstelling bij gekomen. Onderzoek toont aan dat virtuele blootstelling even effectief is als (maar niet beter dan) standaard exposure en cognitieve gedragstherapie. Ook andere vormen van blootstelling met behulp van een computer zijn zeer effectief en kunnen zelfs toegepast worden met minimale hulp van een therapeut.
Heel wat trainings- of behandelpakketten zijn in het Nederlands beschikbaar, ook met vluchtsimulator. Ook sommige luchtvaartmaatschappijen bieden cursussen aan om vliegangst te overwinnen.